# Oxycoleus obscurus
Oxycoleus obscurus är en skalbaggsart som beskrevs av Júlio 1997. Oxycoleus obscurus ingår i släktet Oxycoleus och familjen långhorningar. Inga underarter finns listade i Catalogue of Life.